# Gà tần

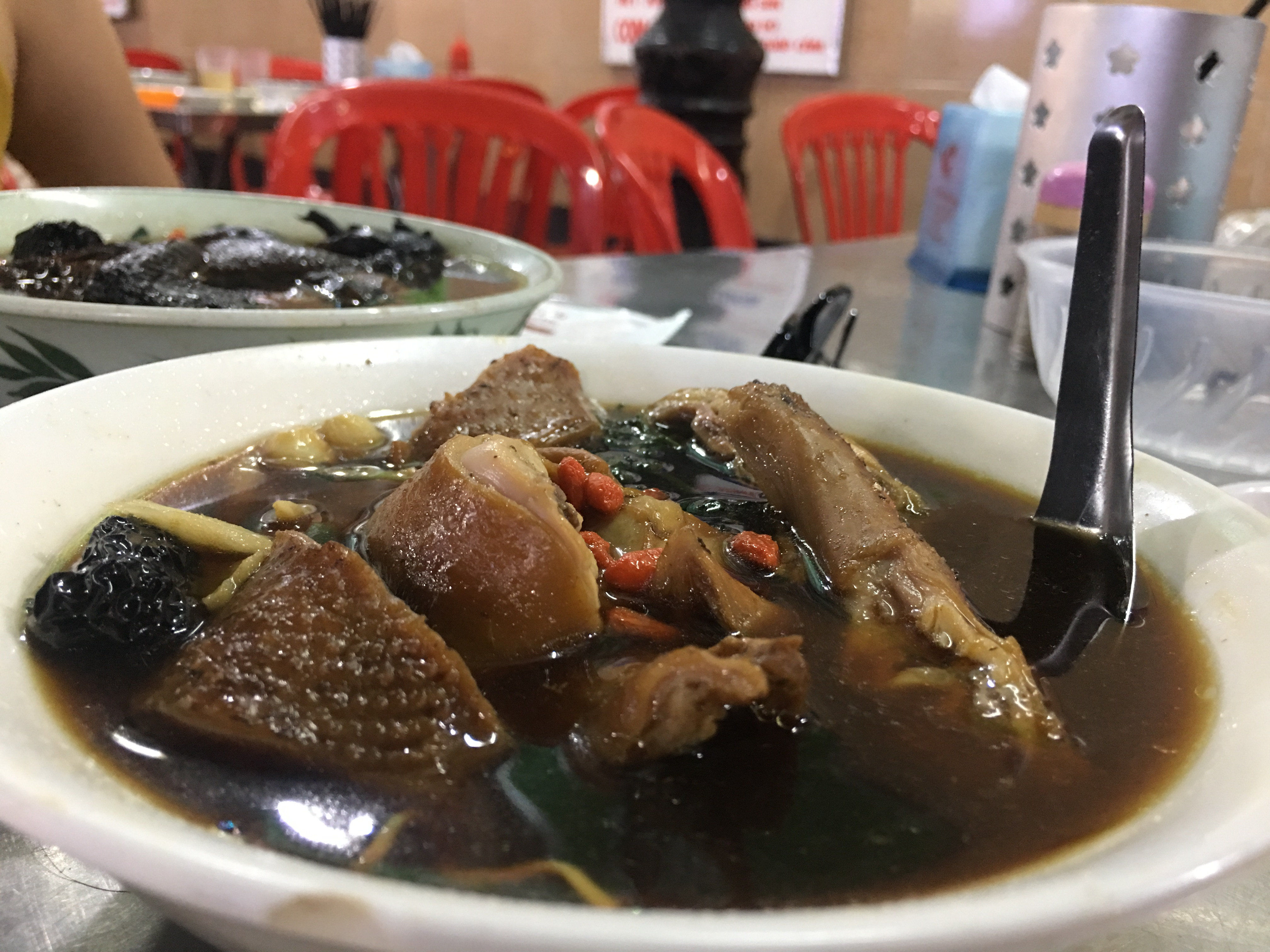
Gà tần thuốc bắc

Gà tần hay gà tiềm, là một loại món ăn bổ dưỡng của người Việt Nam, giúp bổ phế, tăng cường khí huyết, giảm tiểu đường, giảm suy thận, chống lão hóa, chống loãng xương, đặc biệt có tác dụng tích cực tới những người suy nhược cơ thể, phụ nữ mang thai... Trong xã hội Việt Nam xưa, một số món gà tần được xếp vào danh mục món ăn hoàng cung chuyên được dùng để phục vụ vua chúa, các quan lại cao cấp. Ngày nay, gà tần là một bài thuốc dinh dưỡng cho mọi nhà.
Một số loại món gà tần phổ biến: gà tần thuốc bắc, gà tần hạt sen, gà tân ngải cứu.

## Nguyên liệu
Nguyên liệu chính không thể thiếu được là gà, bao gồm các giống gà ta, gà tre, gà ác (gà thuốc), các giống gà xương đen... Ngoài ra, chim bồ câu, óc lợn, trứng vịt lộn... cũng được sử dụng là nguyên liệu chính cho các món tần.
Nguyên liệu khác: thuốc bắc, hạt sen, ngải cứu, đậu xanh, đậu đen, nhân sâm...

## Chế biến
Gà đem vặt sạch lông, mổ moi hết các bộ phận bên trong ra, rửa sạch. Trong quá trình thao tác hạn chế làm sây sát da gà vì khi chín thịt gà bị nứt.
Tiếp theo, nhồi các loại gia vị và trong bụng gà và đặt gà vào nồi cho thêm gia vị, nước mắm (để cho da gà vàng sáng), mì chính, đường kính... Đặt nồi lên bếp để ninh cho tới khi chín đều, thường là ninh cách thủy.